# Dwutlenek węgla
Dwutlenek węgla, ditlenek węgla, nazwa Stocka: tlenek węgla(IV), CO
2 – nieorganiczny związek chemiczny z grupy tlenków, w którym węgiel występuje na IV stopniu utlenienia.
W temperaturze pokojowej jest to bezbarwny i niepalny gaz o kwaskowatym smaku, rozpuszczalny w wodzie (1,7 l CO
2/l H
2O) i cięższy od powietrza (ok. 1,5 raza). Pod normalnym ciśnieniem przechodzi ze stanu stałego do gazowego (sublimuje) z pominięciem fazy ciekłej w temperaturze −78,5 °C. Można go jednak skroplić pod zwiększonym ciśnieniem, np. pod ciśnieniem 34 atm skrapla się w temperaturze 0 °C.
Występuje w organizmie człowieka i jest w nim wytwarzany, odgrywa ważną rolę w utrzymaniu równowagi kwasowo-zasadowej organizmu, jego zbyt małe, jak i zbyt duże stężenie jest szkodliwe dla organizmu. W większych stężeniach w powietrzu dwutlenek węgla uniemożliwia usuwanie dwutlenku węgla z organizmu, przez co jest szkodliwy dla zdrowia, a nawet zabójczy, a jego działanie powoduje powstawanie hiperkapni, a co za tym idzie kwasicy oddechowej i w następstwie obrzęku mózgu.

## Występowanie
Na Ziemi w naturze występuje w stanie gazowym w atmosferze, a także jako składnik gazów wulkanicznych i innych gazów podziemnych. Jest rozpuszczony i związany w wodzie oraz związany w skałach (np. jako składnik CaCO
3). Jest częścią obiegu węgla w przyrodzie, jest produktem spalania i oddychania. Tworzy się przy utlenianiu i fermentacji substancji organicznych, powstając w dużych ilościach w: gorzelniach, wytwórniach win, silosach zbożowych, browarach, biogazowniach.
Jest wykorzystywany przez rośliny w procesie fotosyntezy.

### W atmosferze Ziemi

Zależność stężenia dwutlenku węgla od czasu, zwane krzywą Keelinga

Dwutlenek węgla występuje w powietrzu w śladowych ilościach (około 0,04%), ale odgrywa ważną rolę w efekcie cieplarnianym i jako źródło węgla do fotosyntezy. Całkowita masa dwutlenku węgla w atmosferze wynosi około 3×1015 kg, tj. 3 biliony ton. Stężenie zmienia się sezonowo i w zależności od szerokości geograficznej, a także lokalnie, szczególnie w pobliżu ziemi. Koncentracja jest na ogół większa nad lądami niż nad oceanami, na półkuli północnej większa niż na południowej, na obszarach miejskich i w pobliżu miejsc spalania paliw kopalnych jest większa niż średnia. Koncentracja w pomieszczeniach może być nawet 10 razy większa niż średnia.
Dane z rdzeni lodowych ujawniły, że poziom CO
2 w atmosferze w ciągu ostatnich 420 tys. lat do początku industrializacji w połowie XVIII wieku wahały się między 190 ppm podczas szczytów lodowcowych a 280 ppm w okresach ciepłych. Pierwsze systematyczne pomiary wykonywane od 1958 roku przez Charlesa Davida Keelinga, określiły stężenie objętościowe CO
2 na 315 ppm. Kolejne pomiary wykazują wzrost ilości dwutlenku węgla w atmosferze. Średnioroczne stężenie dwutlenku węgla w 2018 r. osiągnęło 407,8 ppm, co stanowi nowy rekordowy poziom, który jest o 47 procent wyższy niż wartość sprzed okresu przemysłowego. Główną przyczyną wzrostu stężenia CO
2 jest spalanie paliw kopalnych do produkcji energii oraz w sektorze przemysłowym.
Stężenie dwutlenku węgla w ciągu ostatnich 10 000 lat pozostawało względnie stałe około 300 ppm. Obieg węgla w atmosferze był w pobliżu warunków równowagi. Wraz z początkiem industrializacji w XIX wieku wzrosła zawartość dwutlenku węgla w atmosferze. Obecna koncentracja jest prawdopodobnie najwyższa od 15 do 20 milionów lat. W latach 1999–2018 zawartość dwutlenku węgla wzrosła średnio o 2,1 ppm rocznie z tendencją wzrostową o 0,05 ppm na rok
Człowiek w wyniku swej działalności wytwarza (w 2018 r.) około 0,0371 bilionów ton rocznie, co stanowi jedynie niewielką część dwutlenku węgla dostarczanego do atmosfery, głównym źródłem są procesy naturalne dostarczające około 0,55 biliona ton rocznie. Jednak naturalne pochłaniacze węgla pochłaniały, taką samą ilość CO
2, stężenie dwutlenku węgla pozostało względnie stałe przed industrializacją. Dodatkowy dwutlenek węgla nie pozostaje w całości w atmosferze, jest pochłaniany około w połowie przez biosferę i oceany, które pochłaniają teraz więcej dwutlenku węgla niż uwalniają, co powoduje ich zakwaszenie. Druga połowa wyemitowanego dwutlenku węgla pozostaje w atmosferze, co prowadzi do obserwowanego wzrostu koncentracji.

### W wodzie
| pH    | Forma dwutlenku węgla % | Forma dwutlenku węgla % | Forma dwutlenku węgla % |
|       | wolny                   | HCO− 3                  | CO2− 3                  |
| ----- | ----------------------- | ----------------------- | ----------------------- |
| 2     | 99,99                   | 0,01                    |                         |
| 4     | 99,6                    | 0,40                    |                         |
| 6,38  | 50,00                   | 50,00                   |                         |
| 8     | 2,3                     | 97,7                    |                         |
| 9     |                         | 96,0                    | 4,0                     |
| 10,38 |                         | 50,0                    | 50,0                    |
| 12    |                         | 2,3                     | 97,7                    |

Dwutlenek węgla jest rozpuszczalny w wodzie, reaguje także z nią tworząc kwas węglowy, który ulega dysocjacji elektrolitycznej częściowej lub całkowitej tworząc jon wodorowęglanowy (HCO−
3) lub węglanowy (CO2−
3).
Dwutlenek węgla zawarty w atmosferze rozpuszcza się w kroplach deszczu i jest rozpuszczony w wodzie opadowej nadając jej lekko kwaśny odczyn. Woda przesiąkając do głębszych warstw gleby rozpuszcza zawarty w glebie dwutlenek węgla, jak i inne substancje, głównie związki wapnia. W wodzie zawierającej dwutlenek węgla i wapń, w zależności od pH dwutlenek węgla występuje jako wolny, wodorowęglanowy i węglanowy. Dwutlenek węgla rozpuszczony w wodzie jako wolny wywołuje korozję metali i betonu, jego działanie jest dwustronne, poprzez reakcję z metalem jako kwas oraz przez niszczenie warstw węglanów na powierzchni konstrukcji w wyniku reakcji tworzenia kwaśnych węglanów, które są lepiej rozpuszczalne w wodzie. Korozyjności dwutlenku węgla sprzyja tlen rozpuszczony w wodzie.
Jony te reagują z jonami dodatnimi tworząc elektrolity bądź związki chemiczne nierozpuszczalne lub słabo rozpuszczalne w wodzie. W wodach naturalnych reaguje głównie z jonami wapnia, magnezu. Stan równowagi, zależny od temperatury i ciśnienia parcjalnego dwutlenku węgla nad wodą oraz stężenia innych jonów w wodzie określa stężenie wszystkich możliwych związków tworzonych z dwutlenku węgla i innych rozpuszczonych związków. Rozpuszczalność dwutlenku węgla w wodzie spada wraz ze wzrostem temperatury.
Ponieważ zimna woda ma większą gęstość, woda bogata w dwutlenek węgla opada w głębsze warstwy. Tylko przy ciśnieniach powyżej 300 bar i temperaturach powyżej 120 °C (393 K) jest odwrotnie, co zachodzi blisko głębokich kominów hydrotermalnych.
Oceany zawierają około 50 razy więcej dwutlenku węgla niż atmosfera. Obecnie wody powierzchniowe oceanów zawierają mniejsze stężenie dwutlenku węgla niż wynikałoby to z równowagi dla 400 ppm w powietrzu. Ocean działa jak duży pochłaniacz dwutlenku węgla z atmosfery i pochłania około jednej trzeciej dwutlenku węgla uwalnianego w wyniku działalności człowieka. W górnych warstwach oceanów CO
2 jest częściowo wiązany przez fotosyntezę. Wraz ze wzrostem stężenia dwutlenku węgla zmniejsza się alkaliczność wody, co nazywa się zakwaszeniem oceanów i może mieć negatywny wpływ na ekosystemy morskie. Wiele stworzeń morskich jest wrażliwych na zmiany kwasowości oceanów. Zdarzenia zakwaszenia w historii Ziemi doprowadziły do masowego wymierania i gwałtownego spadku proliferacji gatunków w oceanach. W szczególności wpływa to na organizmy, które budują struktury z węglanu wapnia, ponieważ rozpuszcza się on wraz ze wzrostem kwasowości wody. Szczególnie wrażliwe są korale, muszle i szkarłupnie, takie jak rozgwiazdy i jeżowce.
Wody podziemne zawierają dwutlenek węgla. Wody mineralne o dużej zawartości dwutlenku węgla zwane szczawami (CO
2 > 1000 mg/dm³) lub wodami kwasowowęglowymi są butelkowane lub wykorzystywane jako źródło dwutlenku węgla. W wodzie przeznaczonej do konsumpcji i technologicznej dwutlenek węgla usuwa się z niej w procesie zwanym odkwaszaniem realizowanym poprzez kontakt wody z powietrzem. Woda w jeziorze może być nasycana od dołu pochodzącym z działalności wulkanicznej lub z rozkładu materiału organicznego, jeżeli w jeziorze nie zachodzi konwekcyjne mieszanie wody, to dolne warstwy wody mogą znacznie nasycić się dwutlenkiem węgla. Tak nagromadzony dwutlenek węgla może nagle wydostać się na powierzchnię, co jest zwane erupcją limniczną powodując drastyczny wzrost stężenia dwutlenku węgla w atmosferze aż do poziomu śmiertelnego dla ludzi i zwierząt. Zjawiskiem takim była katastrofa nad jeziorem Nyos.

### Na innych planetach
Dwutlenek węgla jest głównym składnikiem atmosfery Wenus i Marsa. Atmosfera Wenus składa się z 96,5% dwutlenku węgla, ma około 90 razy większą masę i ciśnienie niż atmosfera ziemska. Duża zawartość dwutlenku węgla oraz duża masa atmosfery jest przyczyną bardzo silnego efektu cieplarnianego, co w połączeniu z mniejszą odległością od Słońca niż Ziemia daje temperaturę powierzchni około 480 °C. Dwutlenek węgla stanowi również 96% masy marsjańskiej atmosfery, z powodu niskiego ciśnienia atmosferycznego wynoszącego około siedmiu milibarów, efekt cieplarniany, pomimo wysokiej zawartości dwutlenku węgla, prowadzi jedynie do wzrostu temperatury o około 5 K. W pobliżu biegunów Marsa atmosferyczny dwutlenek węgla zestala się w zimie tworząc czapy polarne (Planum Australe i Planum Boreum). Czapy częściowo sublimują latem, a resublimują zimą.
Atmosfery planet zewnętrznych i ich satelitów zawierają dwutlenek węgla.

## Właściwości fizyczne
Dwutlenek węgla pod ciśnieniem atmosferycznym, poniżej −78,5 °C jest ciałem stałym, zwanym suchym lodem. Ogrzewany, nie topi się, ale ulega sublimacji, przechodząc bezpośrednio w stan gazowy. W tych warunkach nie ma zatem topnienia ani temperatury wrzenia.
Punkt potrójny dwutlenku węgla, w którym trzy fazy: stała, ciekła i gazowa są w równowadze termodynamicznej, jest w temperaturze −56,6 °C (216,58 K) i ciśnieniu 5,19 bar. Poniżej tego ciśnienia dwutlenek węgla nie występuje jako ciecz.
Temperatura krytyczna wynosi 31,0 °C, ciśnienie krytyczne wynosi 73,8 bar, a gęstość krytyczna wynosi 0,468 g/cm³. Poniżej temperatury krytycznej można skompresować dwutlenek węgla, zwiększając ciśnienie do bezbarwnej cieczy. W temperaturze pokojowej wymagane jest ciśnienie ok. 60 bar.
Stały dwutlenek węgla krystalizuje w układzie regularnym w grupie przestrzennej {\displaystyle Pa{\bar {3}}} (grupa nr 205), z parametrem sieci a = 562,4 pm.
Rozpuszczalność w wodzie jest stosunkowo wysoka. W temperaturze 20 °C pod normalnym ciśnieniem nasycenie jest w równowadze z fazą czystego dwutlenku węgla przy 1688 mg/l.
| Indywidualna stała gazowa                     | 0,18892 | kJ/(kg·K) |
| Potencjał niszczenia warstwy ozonowej ODP     | 0       |           |
| Potencjał tworzenia efektu cieplarnianego GWP | 1       |           |
| Właściwości dla temperatury nasycenia −20 °C: |         |           |
| Ciśnienie nasycenia                           | 16,831  | bar       |
| Gęstość właściwa cieczy                       | 1057,29 | kg/m³     |
| Gęstość właściwa pary                         | 44,31   | kg/m³     |
| Entalpia parowania (Ciepło parowania)         | 289,75  | kJ/kg     |
| Ciepło właściwe cp cieczy                     | 2,154   | kJ/kgK    |
| Ciepło właściwe cp pary                       | 1,292   | kJ/kgK    |
| Współczynnik przewodności cieplnej cieczy     | 0,0394  | W/(m·K)   |
| Współczynnik przewodności cieplnej pary       | 0,0164  | W/(m·K)   |
| Lepkość dynamiczna cieczy                     | 124,4   | μPa·s     |
| Lepkość dynamiczna pary                       | 13,64   | μPa·s     |
| Lepkość kinematyczna cieczy                   | 0,1202  | μm²/s     |
| Lepkość kinematyczna pary                     | 0,261   | μm²/s     |
| Liczba Prandtla cieczy                        | 6,808   |           |
| Liczba Prandtla pary                          | 1,073   |           |
| Stała Poissona                                | 1,725   |           |
| Wykładnik izentropy                           | 1,292   |           |
| Napięcie powierzchniowe                       | 8,81    | mN/m      |

Wykres fazowy dwutlenku węgla. 1: ciało stałe, 2: ciecz, 3: gaz, 4: płyn nadkrytyczny, A: punkt potrójny, B: punkt krytyczny

W kowadle diamentowym pod ciśnieniem rzędu 40–48 GPa (ok. 400–480 tys. atm) uzyskano dwutlenek węgla w postaci amorficznej. Postać amorficzną mają tlenki pierwiastków tej samej grupy układu okresowego: SiO
2 (por. szkło kwarcowe) i GeO
2, dla których faza taka może istnieć przy dowolnie niskim ciśnieniu, przeciwnie do dwutlenku węgla.

## Budowa cząsteczki

Drgania normalne cząsteczki CO2

Cząsteczka dwutlenku węgla jest liniowa i centrosymetryczna, atom węgla znajduje się między atomami tlenu. Długość wiązania węgiel-tlen wynosi 116,3 pm, jest zauważalnie krótsza niż długość wiązania pojedynczego wiązania C−O, a nawet krótsza niż w przypadku większości innych grup funkcyjnych C−O z wiązaniem wielokrotnym. Ponieważ cząsteczka jest centrosymetryczna, nie ma elektrycznego momentu dipolowego. Cząsteczka CO
2 ma 4 wewnętrzne stopnie swobody, odpowiadają im 4 drgania normalne cząsteczki. Wzbudzeniom pierwszego poziomu drgań odpowiadają liczby falowe i długości fali: drgania rozciągające symetryczne (1537 cm−1), drgania rozciągające asymetryczne (2349 cm−1, 4,25 μm), drgania zginające symetryczne i niesymetryczne (667 cm−1, 14,99 μm). Drgania rozciągające symetryczne nie mogą być wzbudzone przez foton, bo cząsteczka CO
2 w obu stanach ma taki sam elektryczny moment dipolowy.
W konsekwencji tylko dwa pasma wibracyjne są obserwowane w widmie IR – tryb rozciągania antysymetrycznego przy 2349 cm−1 i para zdegenerowanych trybów zginania przy 667 cm−1. Wzbudzenie symetrycznego rozciągania cząsteczki przy 1388 cm−1 jest możliwe, jeżeli towarzyszy innemu przejściu zmieniającemu moment dipolowy cząsteczki, dlatego jest obserwowane w widmie Ramana.

## Wytwarzanie
W laboratorium najłatwiej wytworzyć dwutlenek węgla poprzez prażenie węglanu wapnia:
CaCO
3 → CaO + CO
2↑
lub działając praktycznie dowolnym kwasem (np. octowym, solnym, cytrynowym) na węglany, np. węglan wapnia, węglan sodu (Na
2CO
3) lub wodorowęglan sodu (NaHCO
3) i in.
Na
2CO
3 + 2HCl → 2NaCl + CO
2↑ + H
2O
Najdogodniej przeprowadza się takie reakcje chemiczne w aparacie Kippa.
W przemyśle dwutlenek węgla otrzymuje się jako produkt uboczny spalania węgla, węglowodorów oraz fermentacji alkoholowej. Reakcja utleniania węgla:
C + O
2 → CO
2    (ΔH = −394 kJ/mol)
A także jako produkt uboczny wytwarzaniu wodoru z metanu, gazu syntezowego wykorzystywanego między innymi do produkcji amoniaku w metodzie Habera i Boscha. Przy produkcji wapna palonego i cementu.
Dwutlenek węgla pozyskuje się także poprzez odgazowanie wód mineralnych.

## Zastosowanie
- jako suchy lód jest wykorzystywany jako chłodziwo
- zawarty w powietrzu wywołuje twardnienie zaprawy wapiennej
- jest składnikiem atmosfery neutralnej w przechowalniach i dojrzewalniach owoców i warzyw
- czynnik termodynamiczny w układach chłodniczych i klimatyzacji[26]
- czynnik roboczy w gaśnicach śniegowych i instalacjach gaśniczych
- gaz napędowy do broni pneumatycznej
- jako otulina gazowa przy spawaniu stali czarnych metodą MAG
- w przemyśle spożywczym składnik napojów gazowanych (dodatek do żywności E290)
- w cukrownictwie – do wytrącania resztek wodorotlenku wapnia z soku buraczanego
- cząsteczki CO
2 są ośrodkiem czynnym w laserze molekularnym

## Znaczenie biologiczne

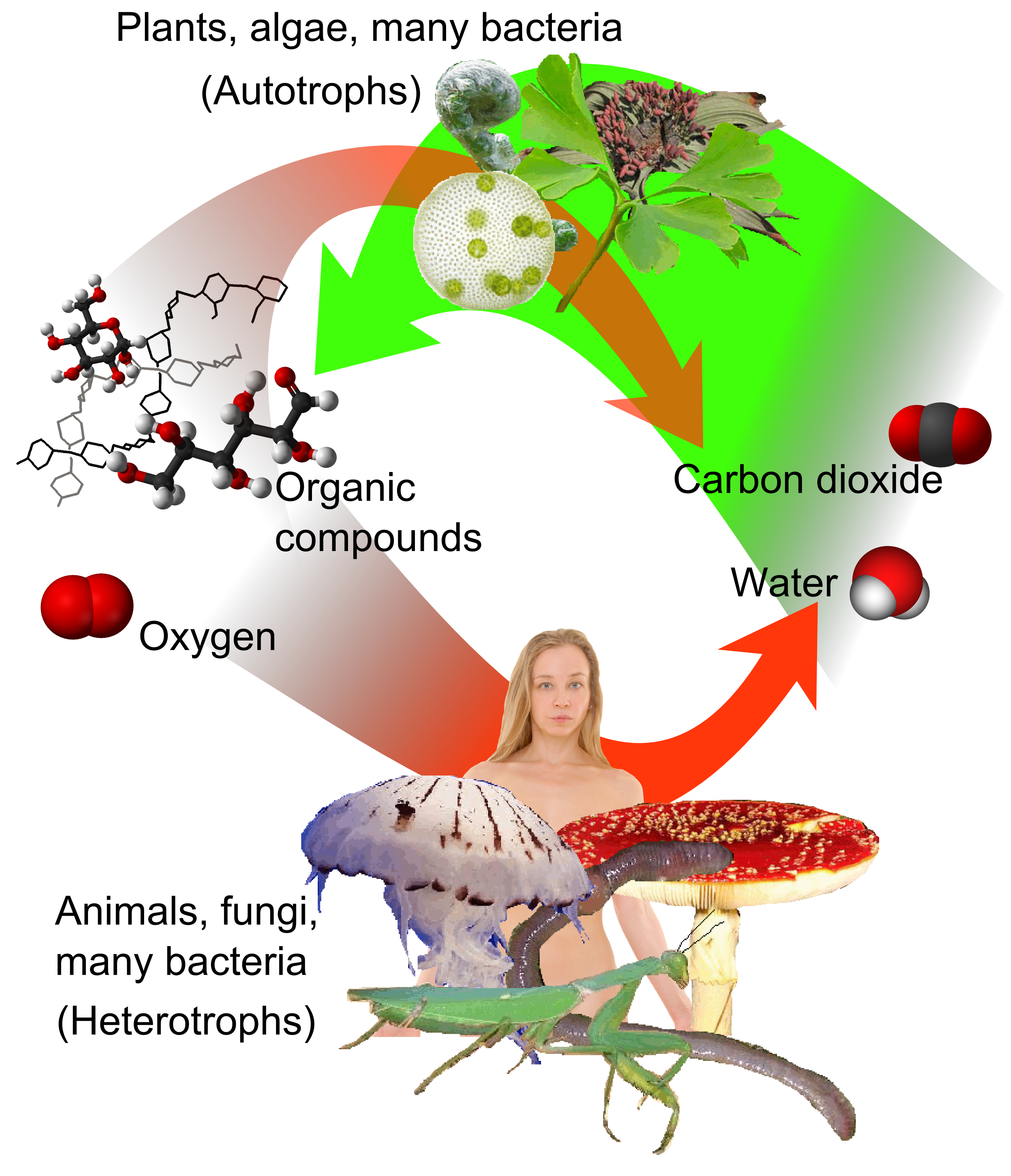
Fotosynteza i oddychanie. Dwutlenek węgla (po prawej) wraz z wodą przez fotosyntezę tworzą tlen i związki organiczne (po lewej), które mogą być przez oddychanie komórkowe zamieniane na wodę i CO2.

Dwutlenek węgla jest końcowym produktem oddychania komórkowego w organizmach aerobowych, które uzyskują energię poprzez rozkład cukrów, tłuszczów i aminokwasów przez reakcję z tlenem w ich metabolizmie. Dotyczy to wszystkich roślin, glonów i zwierząt oraz grzybów i bakterii tlenowych. Usuwanie nadmiaru dwutlenku węgla z organizmu jest częścią oddychania zewnętrznego. U kręgowców dwutlenek węgla przemieszcza się we krwi z tkanek organizmu do skóry (np. płazy) lub skrzeli (np. ryby), skąd rozpuszcza się w wodzie albo do płuc u kręgowców oddychających powietrzem, z których jest wydychany. Podczas aktywnej fotosyntezy rośliny pochłaniają więcej dwutlenku węgla z atmosfery, niż uwalniają w procesie oddychania.

## W organizmie człowieka
Dwutlenek węgla w organizmie człowieka powstaje w tkankach wyniku utleniania cukrów, tłuszczów i białek, jest transportowany przez krew do płuc, gdzie w pęcherzykach płucnych przechodzi do powietrza i jest wydychany. Jego stężenie odgrywa ważną rolę w utrzymaniu równowagi kwasowo-zasadowej organizmu. Prawidłowe średnie ciśnienie parcjalne dwutlenku węgla w krwi tętniczej wynosi  (40 ± 4) mmHg, w krwi żylnej – 46 mmHg. Przy prawidłowym funkcjonowaniu pęcherzyków płucnych ciśnienie parcjalne dwutlenku węgla w pęcherzyku płucnym jest równe ciśnieniu w krwi tętniczej (40 mmHg ≈ 5% powietrza obj.). Zwiększona zawartość dwutlenku węgla we krwi określana jest jako hiperkapnia a zmniejszona hipokapnia. Dwutlenek węgla z tkanek do płuc jest transportowany głównie w formie jonu wodorowęglanowego, w mniejszym w postaci CO
2 rozpuszczonego w wodzie, a w niewielkim jako związany w hemoglobinie.
Dwutlenku węgla jest głównym czynnikiem chemicznej kontroli oddychania. Podniesione ciśnienie parcjalne CO
2 we krwi i płynie mózgowo-rdzeniowym pobudza receptory centralne. Obniżone pH krwi, na które wpływa między innymi stężenie CO
2 we krwi pobudza chemoreceptory obwodowe. Impulsy z receptorów docierają do centrum wdechowego. Celowa lub wywołana podenerwowaniem bądź stresem hiperwentylacja prowadząca do obniżenia stężenia dwutlenku węgla we krwi (hipokapnia) powoduje zaburzenia takie jak: oszołomienie, osłabienie, bóle głowy, zaburzenia wzrokowe, a nawet omdlenie.
Zwiększone stężenie CO
2 we krwi może być wywołane różnymi czynnikami, takimi jak: niewystarczająca wentylacja płuc, upośledzenia funkcji układu oddechowego oraz zwiększone stężenie dwutlenku węgla we wdychanym powietrzu.

### Zatrucie dwutlenkiem węgla
Dwutlenek węgla zawarty w powietrzu w stężeniu do około 500 ppm nieszkodliwy dla ludzi, w wyższym stężeniu wywołuje duszności, wywołane utrudnionym wydaleniem dwutlenku węgla powstającego w organizmie. Stężenie powyżej 1000 ppm skutkuje znacznym upośledzeniem zdolności intelektualnych, z kolei stężenie 2500 ppm niemal całkowicie pozbawia człowieka wyższych zdolności umysłowych, a także znaczenie zmniejsza zdolności fizyczne, również w prostych czynnościach.
Dla zdrowego człowieka działanie toksyczne występuje przy stężeniach powyżej 5%, powodujące rozwój hiperkapnii i kwasicy oddechowej. Ciężka kwasica nasila działanie przywspółczulnej aktywności nerwowej, co powoduje osłabienie oddychania i krążenia. Stężenia ponad 10% dwutlenku węgla mogą powodować drgawki, śpiączkę i śmierć. CO
2 w stężeniu przekraczającym 30% działa szybko, prowadząc do utraty przytomności w ciągu kilku sekund. To tłumaczy, dlaczego ofiary przypadkowego zatrucia często nie podejmują działań w celu rozwiązania sytuacji (nie otwierają drzwi itp.).
Badania wykazały dużą zmienność tolerancji na CO
2. Stężenia we krwi wahały się od co najmniej 0,055 do 0,085 atm (41,8–64,6 mmHg) wśród osób z objawami, bezpiecznego poziomu ekspozycji na CO
2 nie można scharakteryzować pojedynczą wartością. Stężenia w powietrzu śmiertelnych przypadków zatrucia CO
2 wahają się między 14,1 a 26% CO
2, tolerancja na CO
2 spada wraz z wiekiem.
Do zatruć dwutlenkiem węgla dochodzi przede wszystkim w zakładach przemysłowych, głównie kopalniach, jednak zatrucia są także możliwe w zamkniętych pomieszczeniach, gdzie dochodzi do odparowania dużej ilości suchego lodu lub CO
2 wydzielany jest w wyniku fermentacji.
CO
2 tworzy się przy utlenianiu i fermentacji substancji organicznych. Dzieje się tak w gorzelniach, wytwórniach win, silosach zbożowych, browarach, studzienkach kanalizacyjnych, szambach i innych podobnych. Odmienna sytuacja ma miejsce w kopalniach, gdzie na skutek prac górniczych lub ruchów górotworu zostają nagle uwolnione znaczne ilości gazów, w tym często dwutlenku węgla.
Mieszanka dwutlenku węgla i tlenu (tzw. „mikstura Meduny” lub „karbogen”) była stosowana przez węgierskiego lekarza Ladislasa Medunę jako jedna ze wstrząsowych terapii chorób psychicznych, podobnie jak ceniony przez Medunę pentetrazol. Stężenie dwutlenku było zawarte w przedziale od 1,5% do 50%.

## Wykrywanie
Obecność dwutlenku węgla w powietrzu, gazach obojętnych, rozpuszczonego w obojętnej wodzie można stwierdzić za pomocą wody wapiennej. W zetknięciu się wody wapiennej z dwutlenkiem węgla następuje reakcja:
Ca(OH)
2 + CO
2 → CaCO
3↓ + H
2O
Wytrącenie się węglanu wapnia powoduje zmętnienie wody wapiennej.